# Leonid Biełousow
Leonid Gieorgijewicz Biełousow (ros. Леонид Георгиевич Белоусов, ur. 3 marca?/16 marca 1909 w Odessie, zm. 7 maja 1998 w Petersburgu) – radziecki lotnik wojskowy, Bohater Związku Radzieckiego (1957).

## Życiorys
Pracował jako ślusarz w Odessie, od 1930 należał do WKP(b) i służył w Armii Czerwonej, w 1933 skończył Odeską Wojskową Szkołę Piechoty, a w 1935 Borisoglebską Szkołę Pilotów Wojskowych. Uczestniczył w wojnie z Finlandią 1939-1940, podczas której wykonał kilkadziesiąt lotów bojowych, po ataku Niemiec na ZSRR w końcu czerwca 1941 jako dowódca eskadry myśliwców brał udział w obronie półwyspu Hanko, później w walkach w rejonie Kronsztadu i rejonie jeziora Ładoga, w grudniu 1941 został ciężko ranny i stracił obie nogi. W 1944 powrócił na front, później do końca wojny wykonał jeszcze 40 lotów bojowych jako pomocnik dowódcy 4 gwardyjskiego pułku lotnictwa myśliwskiego 1 Gwardyjskiej Dywizji Lotnictwa Myśliwskiego Sił Powietrznych Floty Bałtyckiej, w 1945 otrzymał stopień majora, w 1945 został przeniesiony do rezerwy z powodu choroby. Po wojnie pracował w transporcie rzecznym i jako szef aeroklubu.

## Odznaczenia
- Złota Gwiazda Bohatera Związku Radzieckiego (10 kwietnia 1957)
- Order Lenina
- Order Czerwonego Sztandaru (dwukrotnie)
- Order Wojny Ojczyźnianej I klasy (dwukrotnie)

I medale.